# Abbotsford International Airport
Abbotsford International Airport är en flygplats i Kanada.   Den ligger i provinsen British Columbia, i den södra delen av landet, 3 500 km väster om huvudstaden Ottawa. Abbotsford International Airport ligger 59 meter över havet.
Terrängen runt Abbotsford International Airport är platt. Runt Abbotsford International Airport är det ganska glesbefolkat, med 43 invånare per kvadratkilometer.. Närmaste större samhälle är Abbotsford, 9,8 km öster om Abbotsford International Airport.
Omgivningarna runt Abbotsford International Airport är en mosaik av jordbruksmark och naturlig växtlighet.